# Brett Goldin
Brett Goldin (* 21. Oktober 1977 in Südafrika; † 16. April 2006 in Kapstadt) war ein südafrikanischer Film- und Theaterschauspieler.
Goldin war einer der Stars des südafrikanischen Erfolgsfilms Crazy Monkey – Der Film (OT: Crazy Monkey Presents Straight Outta Benoni). Begonnen hatte er seine Filmkarriere 2002 im Film Slash, es folgten Adrenaline, Citizen Verdict, Proteus (alle 2003) und Blast (2004) sowie die TV-Serie Charlie Jade (2005). 2004 war er in der ZDF-Produktion Die Rosenzüchterin nach einem Roman von Charlotte Link in einer Nebenrolle zu sehen.
Zuvor war Goldin, der auch Theater spielte mit vier Kollegen in kleinen Video-Spots zu sehen, die auf MTV ausgestrahlt wurden. Auf der Basis dieser Kurzfilmchen entstand Crazy Monkey. Für seine Arbeit am Theaterstück Pick Upps erhielt er beste Kritiken.
Im April 2006 sollte Goldin in Stratford-upon-Avon, Großbritannien, in Janet Suzmans Shakespeare-Produktion Hamlet auftreten. Die Koffer für die Reise hatte er schon gepackt, als er in der Nacht zum 16. April verschwand. Am frühen Morgen des 16. April wurden die Leichen Goldins und seines Freundes, des Modedesigners Richard Bloom, im Kapstadter Stadtteil Mowbray entdeckt. Zuvor hatten beide eine Party besucht.
Beide waren mit je einem Schuss in den Kopf getötet worden. Außer ihren Socken waren sie nackt, ihre Kleidung um sie herum verteilt. Die Leichen wurden in der Nähe des M5-Highway an der Abfahrt nach Klipfontein unter drei Bäumen entdeckt.
Nur Stunden später wurden fünf junge Männer verhaftet, die an der Tat beteiligt gewesen sein sollen. Drei von ihnen wurden wegen unbedachten Fahrens in einem blauen Peugeot aufgegriffen, einer hatte Goldins Kreditkarte bei sich. Zwei weitere Männer wurden in Crawford, Athlone, verhaftet. Sie hatten die Polizei zu den Leichen geführt. Als Motiv für den Mord gilt Habgier.
Goldin wurde auf dem West Park Cemetery in Johannesburg beerdigt.